# Berryville, Virginia
Berryville är en kommun av typen town i den amerikanska delstaten Virginia med 4 180 invånare (2010). Berryville är administrativ huvudort i Clarke County sedan countyts grundande år 1836. Berryville grundades år 1798.